# Енн Пилдроос

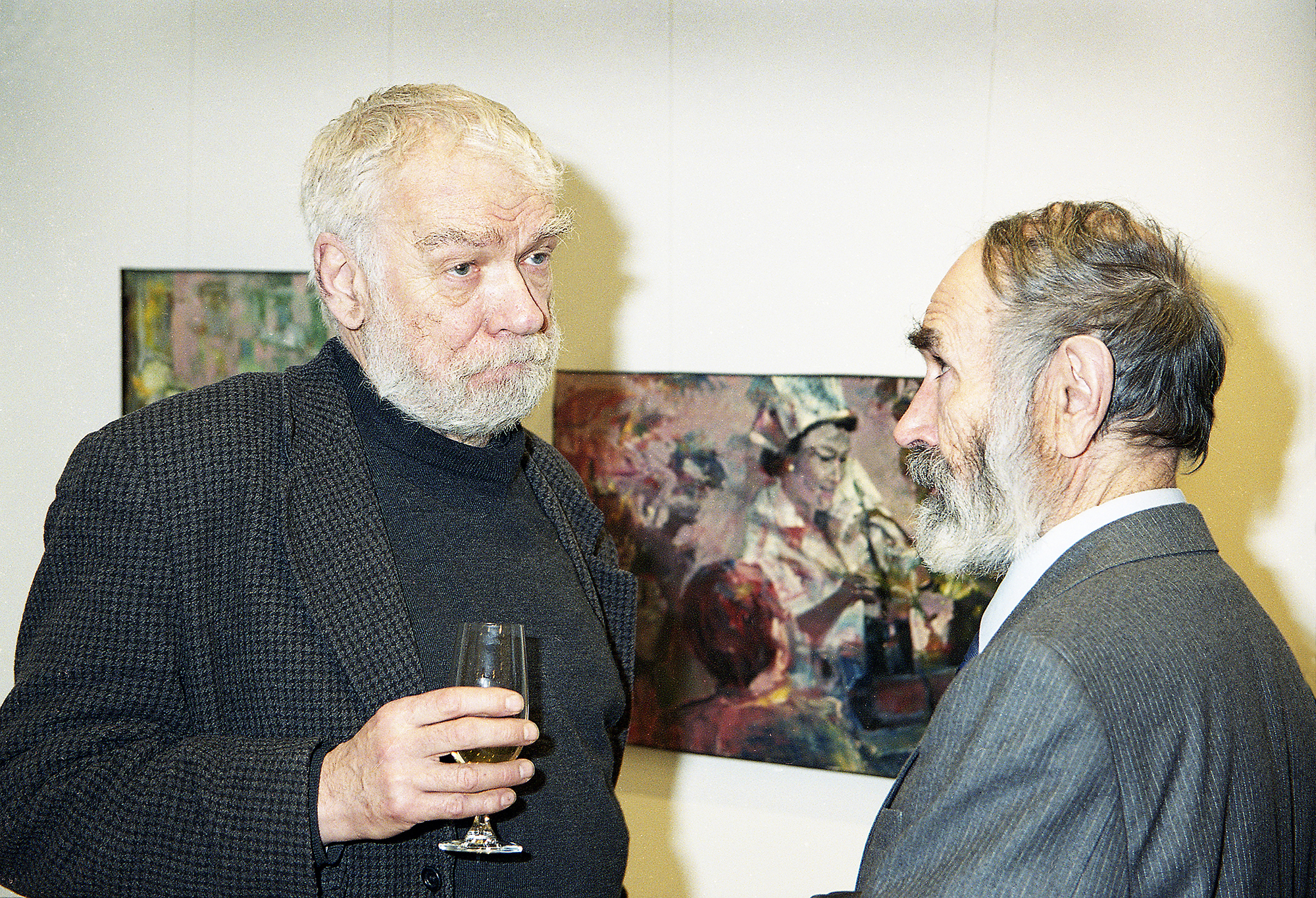
Енн Пилдроос і Микола Кормашов у 2000 році
Фото: Яан Кюннап

Енн Пилдроос (ест. Enn Põldroos; нар. 21 травня 1933, Таллінн) — естонський художник і письменник.

## Біографічні відомості
У 1952 році закінчив середню школу № 2 в Таллінні. Вивчав живопис в Естонському національному художньому інституті (ERKI) у 1952-1958 роках. Прийнятий до Спілки художників Естонії. Потім був викладачем у Талліннському педагогічному інституті (1961 – 1966), а пізніше також в ERKI/ EKA (1973 – 1985 та 1994 – 1995) та головою Спілки художників Естонії. З 1998 року працює як вільний художник.
Як письменник Пилдроос вперше став відомий публіці в 2000-х роках, раніше він видав лише одну книгу про Олева Суббіста (1981). У 2002 році він отримав третє місце на конкурсі естонського роману з романом «Joonik kivi».

### Політична діяльність
Також брав участь у політичному житті, з 1988 по 1991 рік був членом Ülemnõukokku, а 20 серпня 1991 року був одним із тих, хто голосував за відновлення незалежності Естонії. Пилдроос також був одним із засновників Народного фронту. Також був членом КПРС.

## Творчість
Пилдроос створив сотні картин і монументальних робіт. З останніх найважливішими можна вважати «Raadiolille» ( 1978, Radio House), «Eestimaad» (1983, Посольство Естонії в Москві), «Народне життя» (1985, Ліннагалл) і «На межі тіні і світла» (1993, Естонська національна бібліотека). Крім того, кілька його монументальних робіт також є на стінах середніх шкіл.
Тематично Пилдроос торкався соцреалізму, національного романтизму та сюрреалізму, але останній був йому найближчим до серця. Його твори майже ніколи не несли прямого ідейного посилу, а скоріше глибшого, людськішого й загадкового. У 2000-х роках Пилдроос також використовував комп’ютер у своїй творчості, створюючи цифрові витвори мистецтва.

## Книги
- Енн Пилдроос: живопис 1967–2007 . Таллінн : Арго, 2008
- Йоник камінь: [роман] . Таллінн : Фонд естонської мови, 2003
- Кріплення: псевдокримка . Таллінн : Фонд естонської мови, 2005
- Людина в капелюсі шута [мемуари] . Таллінн : Мистецтво, 2001
- Закон про сміття . Таллінн : Фонд естонської мови, 2004
- Око з жилкою: Псевдоказки . Таллінн : E. Põldroos, 2006
- Традиційна новизна: Олев Суббі: [альбом репродукцій]. Таллінн : Мистецтво, 1981
- Лицар ночі: [оповідання]. Таллінн : Фонд естонської мови, 2002